# أتشاتشي
أتشاتشي (بالفارسية: آچاچی) هي مدينة في مقاطعة ميانة، إيران. عدد سكان هذه المدينة هو 3,647 في سنة 2016.